# Római konyhaművészet

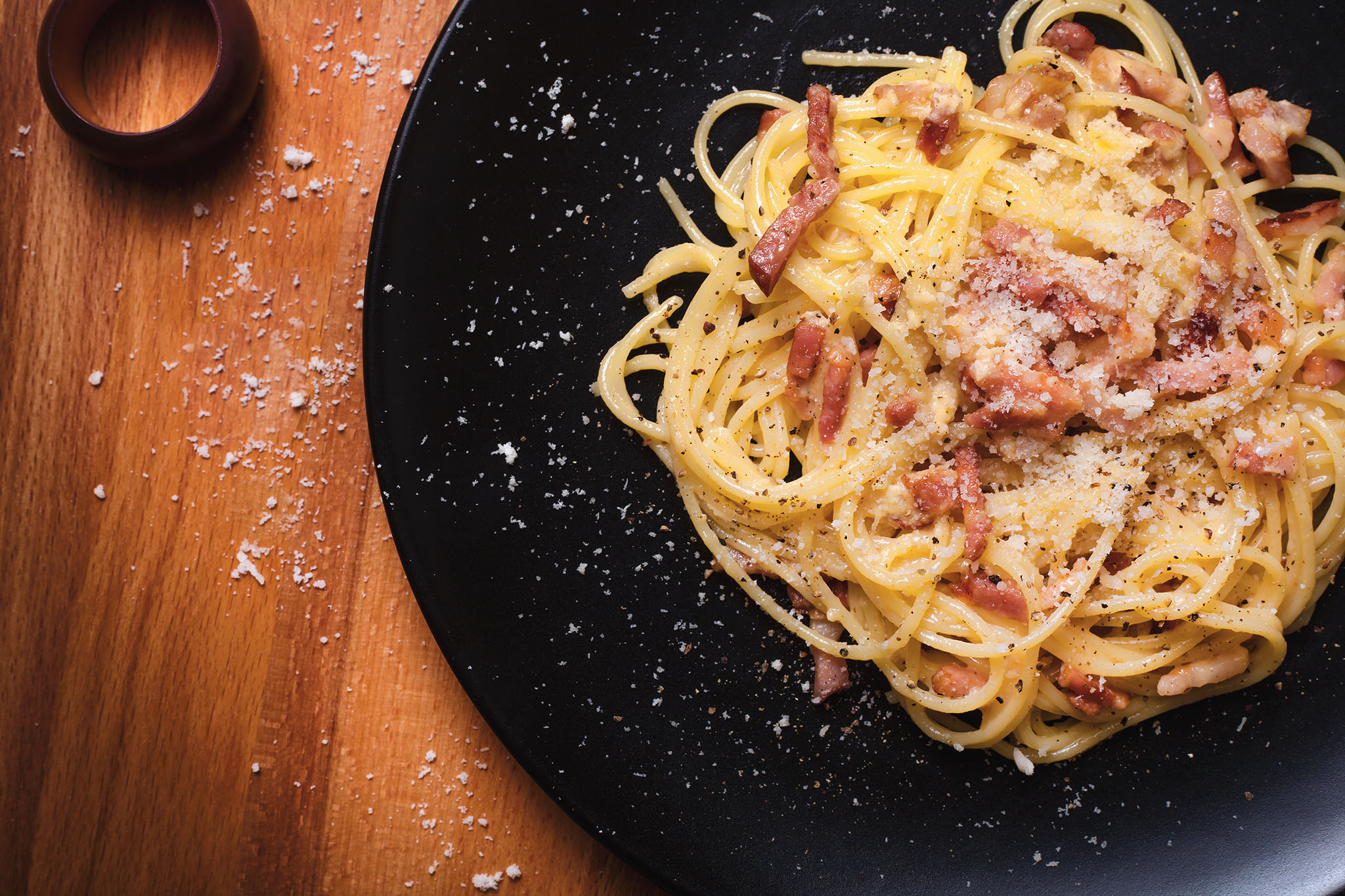
Carbonara

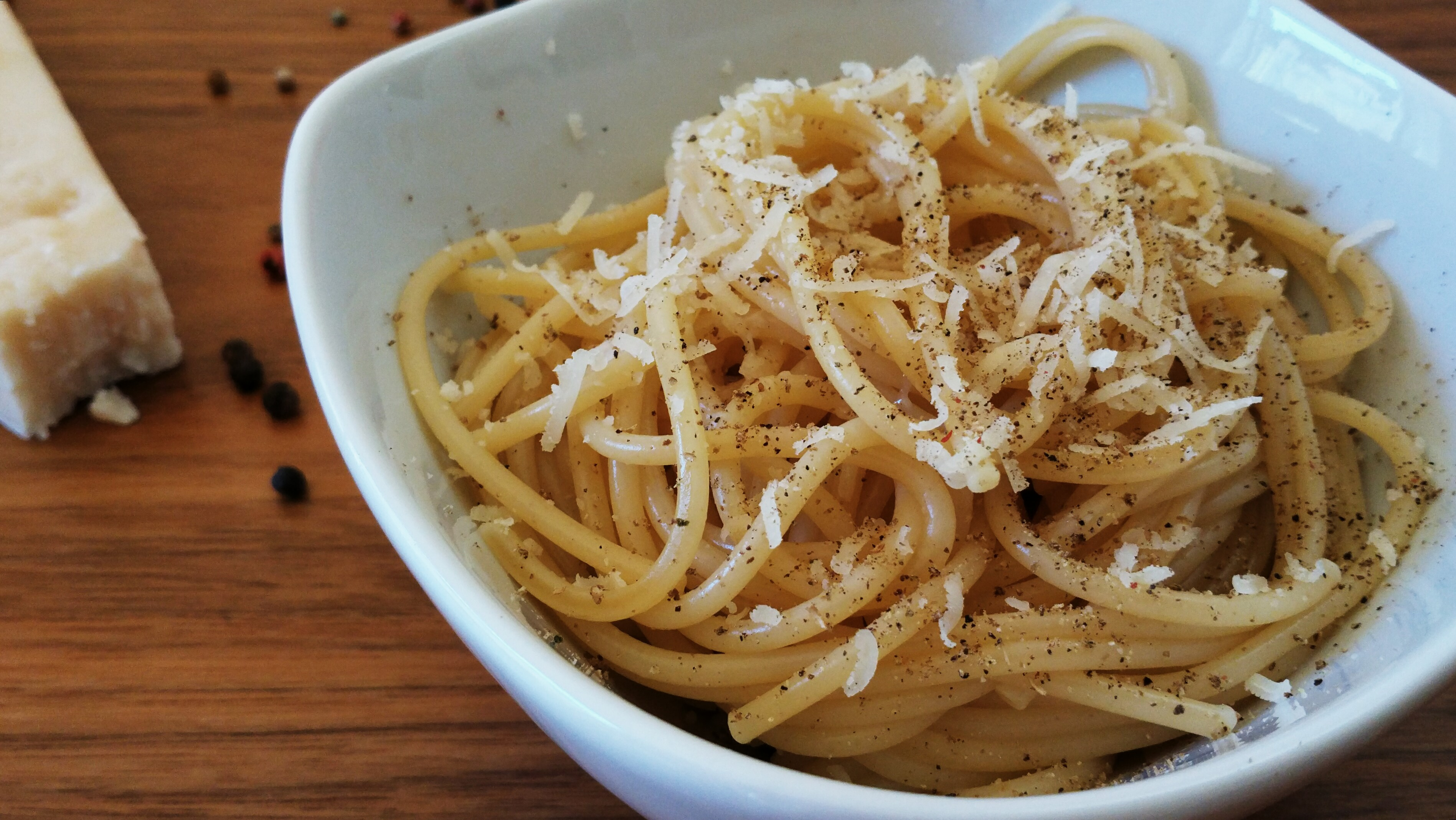
Cacio e pepe

A római konyha az olasz főváros, Róma konyhaművészetére utal. Friss, szezonális és egyszerűen elkészített összetevőket tartalmaz a római vidékről. Ezekhez az összetevőkhöz tartozik a borsó, az articsóka, a favabab, a kagyló, a tejjel táplált bárány és kecske, valamint a sajtok, például a Pecorino Romano és a ricotta. Nagyon fontos eleme az (extra szűz) olívaolaj, amelyet elsősorban nyers zöldségek elkészítéséhez használnak, emellett a strutto (sertészsír) és a prosciutto (sonka) zsírját sütéshez használják szívesen. 
Rómában a legnépszerűbb édességek a kis különféle péksütemények, úgynevezett pasticcini, gelato (fagylalt), valamint a kézzel készített csokoládék és cukorkák. Speciális ételeket gyakran foglalnak a hét különböző napjaira: például gnocchit csütörtökön, baccalát (sózott tőkehal) pénteken, szombaton pedig trippát (pacal) esznek.

## Története
Róma konyhája a társadalmi, kulturális és politikai változások következtében évszázadokon keresztül fejlődött. Az ókorban a fő gasztronómiai központ Róma lett. Az ókori római konyhát nagymértékben befolyásolta az ókori görög kultúra. Később, a birodalom hatalmas terjeszkedésének következtében sok új, tartományi kulináris szokást és főzési technikát tudtak elsajátítani a rómaiak. Az elején a társadalmi osztályok közötti különbségek nem voltak nagyok, ám a birodalom növekedésével együtt kialakultak a különbségek is. Majd az olasz reneszánsz alatt, Róma a nagy konyhák középpontjává vált, mivel a korabeli legjobb séfek egy része a pápáknak dolgozott. Erre példa lehet Bartolomeo Scappi, aki a vatikáni konyhában IV. Pius pápa mellett dolgozó séf volt, és hírnevet szerzett az 1570-ben kiadott Opera dell'arte del cucinare szakácskönyvével. Itt felsorolja mintegy 1000 reneszánsz konyha receptjét, és leírja a főzés menetét, a főzési technikákat és eszközöket is. Itt jelenik meg a legelső ismert "kép" a villáról. A római és az összes olasz konyhát átalakító módon befolyásolta az, hogy a spanyolok bevezették az Újvilág terményeit, különösképpen a paradicsomot.

## Tradicionális római konyha, avagy Cucina Romana
A Testaccio rione Róma kereskedelmi és vágóhídterülete, ahol még mindig megtalálhatók Róma legeredetibb és legtradicionálisabb ételei. A területet gyakran Róma "hasa" vagy "vágóhíd" néven ismerték, és hentesek lakták. A leggyakoribb vagy más néven ősi római konyha az "ötödik negyed" (quinto quarto) volt. Az itt megjelenő alapanyagok között szerepelnek a sertéslábak, az agy, valamint az állatok ivarszervei is. Ezeket gyakran főzték, és különféle fűszerekkel, gyógynövényekkel fűszerezték. A régimódi "coda alla vaccinara" (marhafarok pörkölt) továbbra is a város egyik legnépszerűbb étele, és megtalálható a legtöbb Római étterem étlapján. A bárány a római konyha népszerű eleme, gyakran pörkölik fűszerekkel vagy gyógynövényekkel. Jelentős befolyást gyakoroltak a római konyhára a zsidók, mivel akkoriban nagyon sok zsidó élt a városban. A gettó hagyományos ételeinek egy része több mint 400 évre nyúlik vissza. Ilyen például a carciofi alla giudia (zsidó módon elkészített articsóka) és a zsidó cukkini.

## Tészta Rómában
A tészta a római konyha egyik legfontosabb eleme. Nem hiányozhat egy étkezésből sem. A híres tésztaételek közé tartozik az amatriciana, a carbonara (pancetta vagy guanciale, sajt, tojás, bors), a cacio e pepe (borssal és sajttal) és a gricia (olyan, mint a carbonara, csak tojás nélkül). Alfredo (olvasztott vajjal és sajttal) az Alfredo alla Scrofa étterem séfje által kitalált, külföldön nagyon híres, de nem tekinthető hagyományosnak, és Rómában általában ismeretlen.
Rómában volt egy tésztamúzeum, amely a Museo Nazionale della Paste Alimentari (a Tészta Nemzeti Múzeuma) volt, a helyén most egy szálloda van. A róma konyha leggyakoribb tésztája a spagetti, de sok másféle tészta is létezik.

## Italok

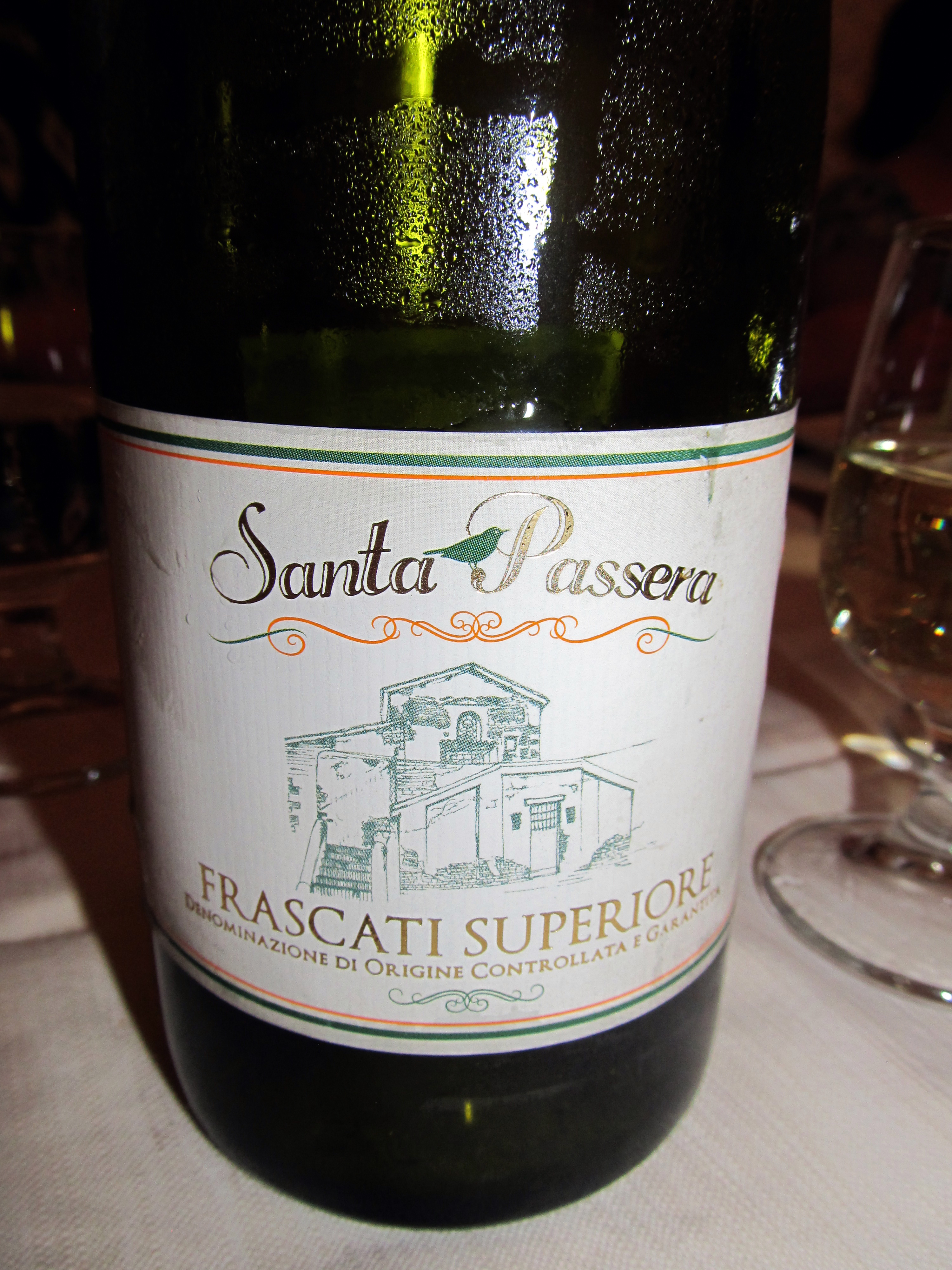
Frascati bor

A város a fehérbor központja, különösen a meleg területével. Frascatit és Castelli Romanit a város legjobbjainak tartják. A Frascati egy intenzív, halványsárga (szalmasárga) színű, jellegzetes, finom aromával rendelkező bor. Az íze lágy, száraz, de édes. Az előállítása Róma tartományában megengedett, és az eredete mindig ellenőrzött. Fontos megjegyezni, hogy a Frascati bor csak fehér szőlőből készülhet.
A Castelli Romani térség káliumban gazdag földekkel rendelkezik, amely kedvező a fehér szőlő éréséhez és a magas cukortartalom eléréséhez. Ebben a térségben nagy hagyománya van a szőlőtermesztésnek és a bor készítésnek. A régió magas számú DOC (Denominazione di Origine Controllata: "Ellenőrzött Származási Elnevezés") borokkal rendelkezik. Ide tartoznak a Frascati, Montecomparti-Colonna, Velletri, Colli Lanuvini, Colli Albani, Marino, Zagarolo borok.

## Zöldségek
- Római vidéken termesztett brokkoli

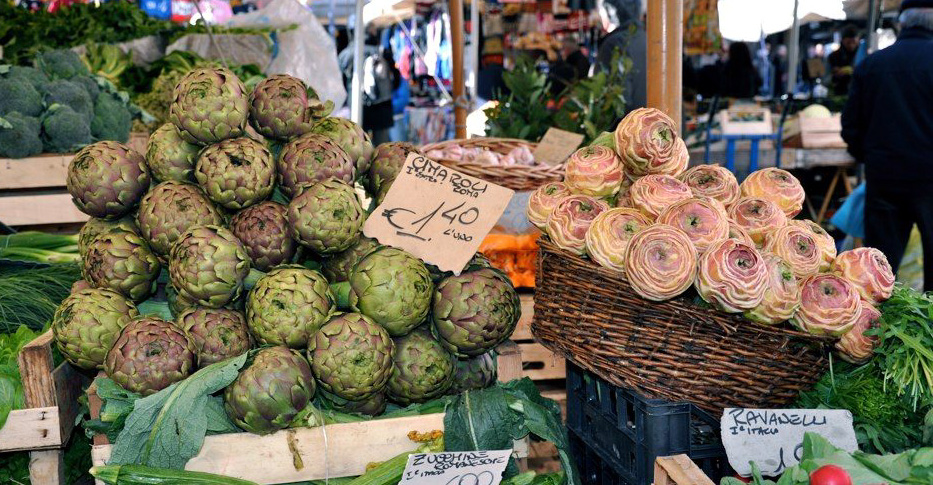
Római articsóka

- Articsóka

- Római cukkini
- Kerti saláta (la latugga)
- Cikória
- Vegyes saláta

## Tengeri ételek
- Szardella
- Tőkehal
- Kagylók

## Fűszerek

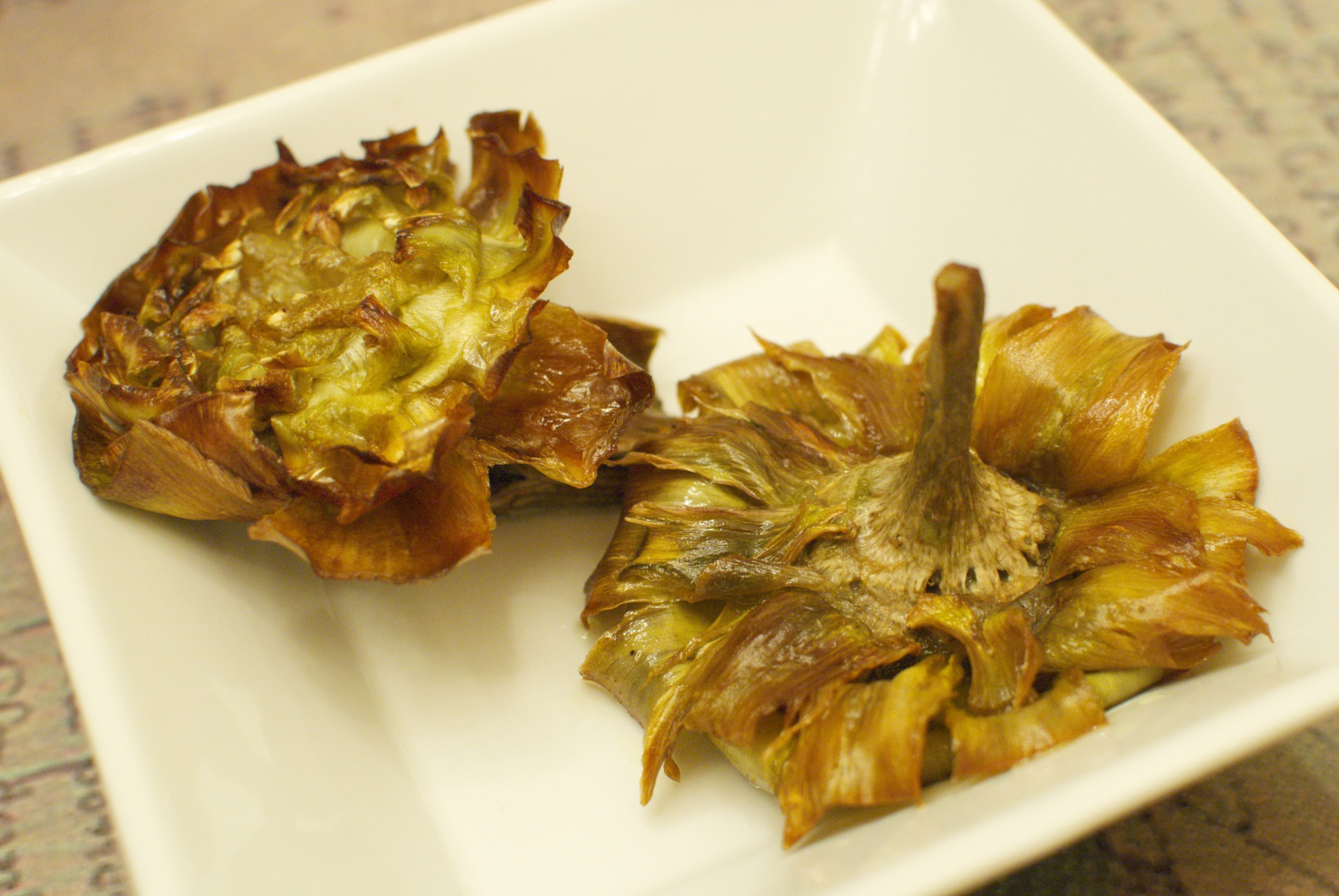
Sült articsóka (Carciofi alla Giudía)

- Menta (nepetella)
- Babér
- Rozmaring
- ZsályaSült articsóka (Carciofi alla Giudía)

## A római konyha egyéb elemei
A római konyhában sok más étel is megtalálható, köztük számos desszert és édesség, amelyek közül nagyon sok ricotta sajttal készül. Rómára jellemző a grattachecca: általában a kioszkokban és bárokban értékesített, kézzel borotvált jégből készül, és különféle ízekkel, valamint édes sciroppóval (sziruppal) ízesítik.

## Legnépszerűbb, legismertebb ételek
- Carciofo alla Giudía (zsidó articsóka) – articsóka chilipaprikával töltve és rántva.
- Abbacchio alla cacciatora – liszttel készült bárányborda, olajban és ecetben főzve, fokhagymával, zsályával, szardellával és rozmaringgal fűszerezve
- Bucatini all'Amatriciana – tésztaétel paradicsomos szósszal, guancialével és reszelt Pecorino Romanóval.
- Bruschetta – népszerű antipasto, azaz előétel Közép-Olaszországban. A római kenyér szóból származik, amely enyhén égett, általában fokhagymával dörzsölt, olajjal és paradicsommal tetején.
- Cacio e pepe – spagetti borssal és Pecorino sajttal
- Carciofi alla romana – egész articsóka darált fokhagymával és petrezselyemmel töltve, olívaolajban kifőzve.Carciofi alla RomanaMaccheroni alla Amatriciana

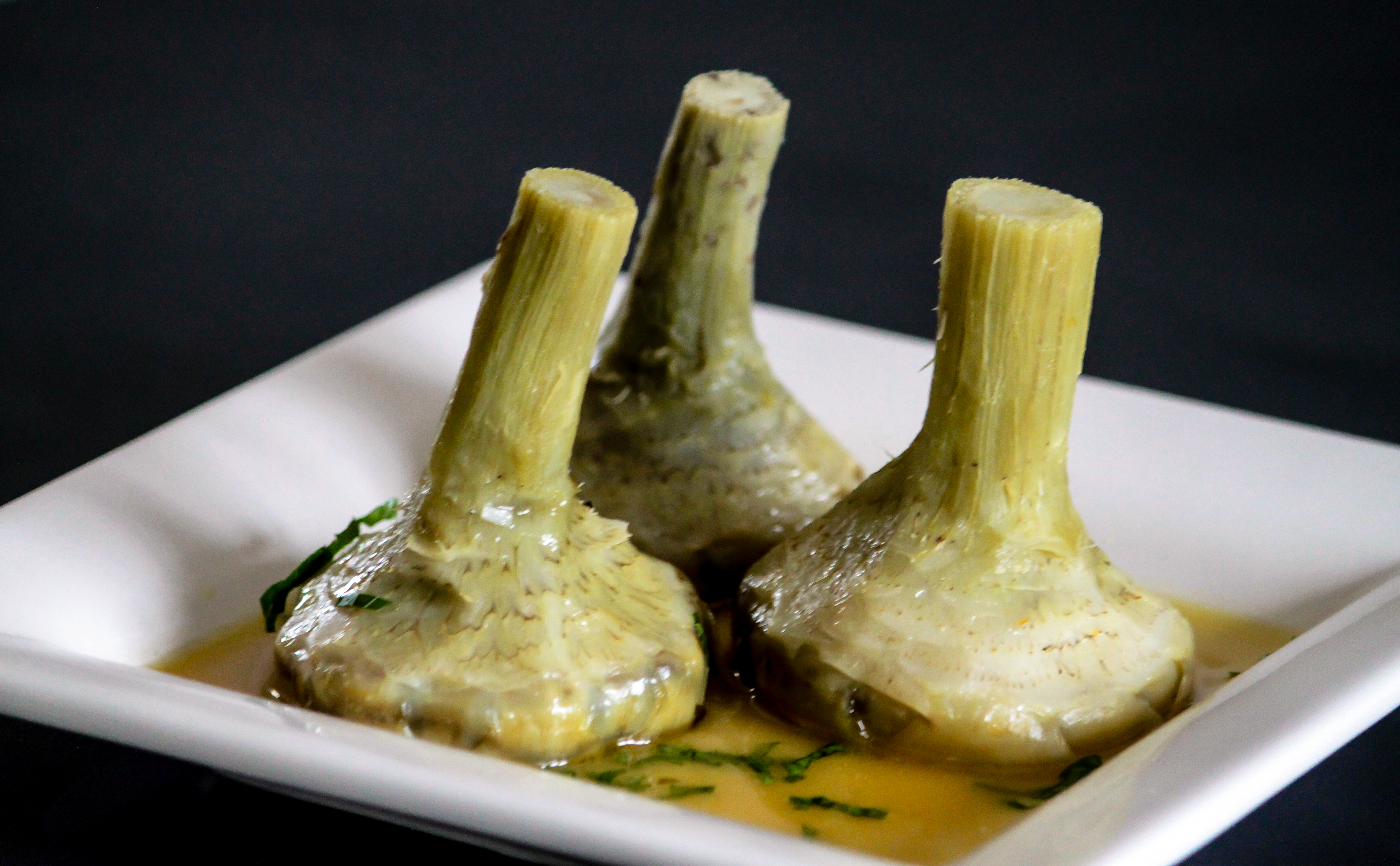
Carciofi alla Romana

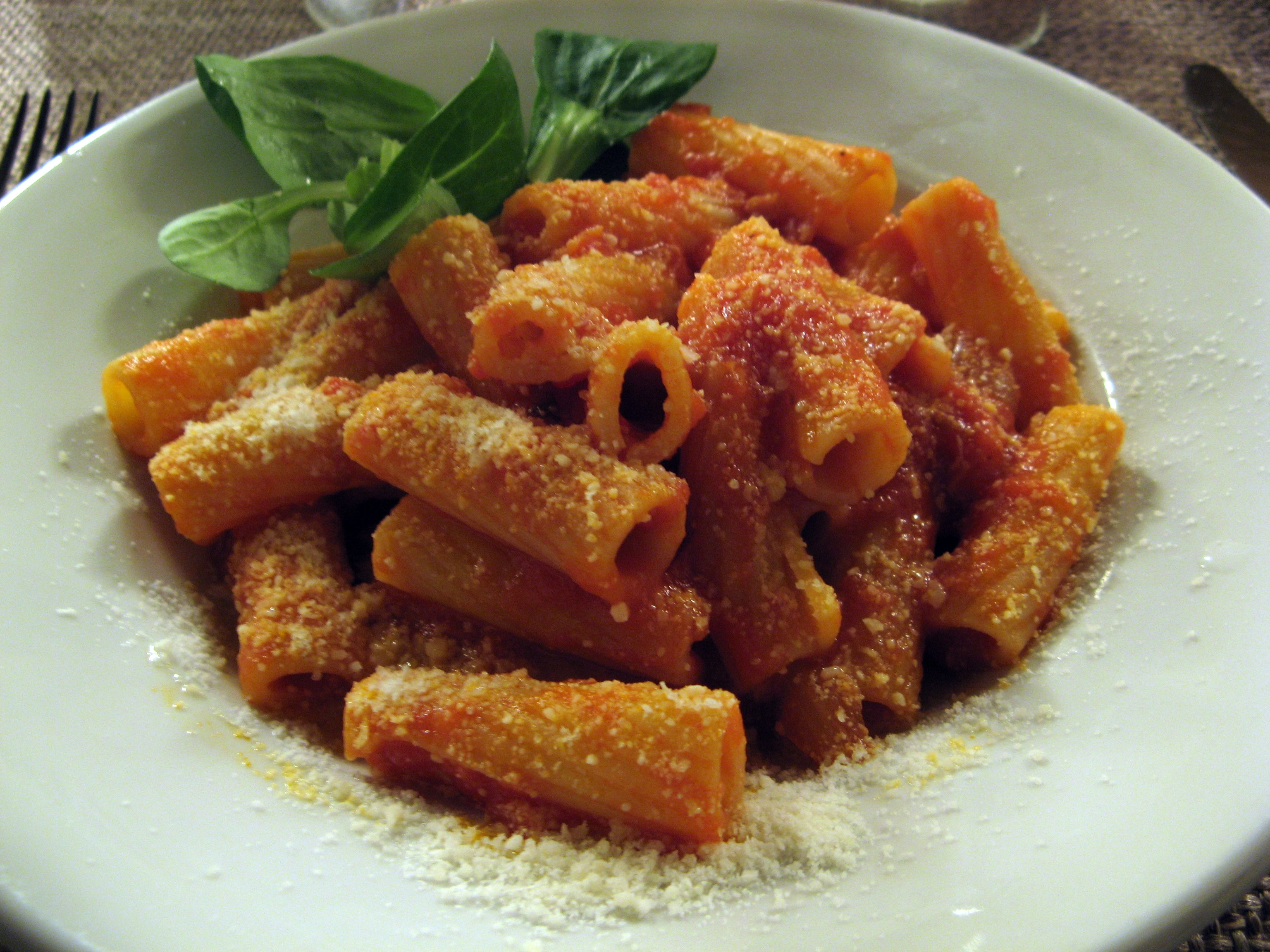
Maccheroni alla Amatriciana

- Coda alla vaccinara – oxtail (szarvasmarhafarok) pörkölt, paradicsomos szósszal, zellerrel, szegfűszeggel és keserű csokoládéval főzve
- Crostata di ricotta – gazdagon sült sajttorta, ricottával készítve, citrommal (vagy naranccsal) és Marsala borral ízesítve.
- Fiori di Zucca – cukkinivirágok mozzarellával és szardellával töltve, tésztában sütve és rántva.
- Rigatoni con la Pajata – tésztaétel mártással, tejjel táplált borjúhús és pecorino sajt gyűrűs belével készítve.
- Saltimbocca alla Romana – római stílusú borjúhús sonkával (prosciutto) és zsályával. A Saltimbocca a "salta in bocca" összehúzódása, amely szó szerint azt jelenti, hogy a szájba ugrik.
- Scaloppine alla romana – borjúhús friss bébi articsókával pirítva
- Spagetti alla Carbonara – tésztaétel tojással, borssal és reszelt Pecorino Romanóval és/vagy parmezánnal, tetején olasz szalonnával (guanciale vagy pancetta).
- Spagetti alla gricia – tésztaétel szalonnával (guanciale), reszelt Pecorino Romanóva és borssal
- Supplì – sültrizskrokett marharaguval és mozzarellával töltve.
- Tripla alla romana – paradicsomos mártással és vadmentával főzve, valamint pecorino sajttal tetején.

## Fordítás
- Ez a szócikk részben vagy egészben  a   Roman cuisine című angol Wikipédia-szócikk ezen változatának fordításán alapul.  Az eredeti cikk szerkesztőit annak laptörténete sorolja fel. Ez a jelzés csupán a megfogalmazás eredetét és a szerzői jogokat jelzi, nem szolgál a cikkben szereplő információk forrásmegjelöléseként.
- Ez a szócikk részben vagy egészben  a   Cucina romana című olasz Wikipédia-szócikk ezen változatának fordításán alapul.  Az eredeti cikk szerkesztőit annak laptörténete sorolja fel. Ez a jelzés csupán a megfogalmazás eredetét és a szerzői jogokat jelzi, nem szolgál a cikkben szereplő információk forrásmegjelöléseként.